# وشبوره (شهرستان سوکوووف)
وشبوره (به لاتین: Wszebory) یک روستا در لهستان است که در گمینا تسرانوو واقع شده‌است.